# Попытка государственного переворота в ДР Конго (2024)
19 мая 2024 года в Демократической Республике Конго произошла попытка военного переворота. Целью нападавших были президент Феликс Чисекеди и министр экономики Виталь Камерхе, однако выступление было быстро подавлено силами правопорядка. Во главе путча стоял Кристиан Маланга, лидер действовавшей за пределами ДРК Объединенной конголезской партии, ранее находившийся в добровольном изгнании в США и убитый в ходе попытки переворота.